# Мостовинка
Мостови́нка (рос. Мостовинка) — річка в Сарапульському районі Удмуртії, Росія, права притока Кирикмаса.
Річка починається на північний захід від села Оленьє Болото. Протікає на спочатку на південний схід, потім повертає на південний захід, і районі села Мостове робить загин в південно-східному напрямку. У верхній течії пересихає, гирло заболочене. Впадає до Кириксмаса нижче колишнього села Дуброво.
На річці розташовані села Оленьє Болото та Мостове. В останньому збудовано автомобільний міст.